# غوران ك. هانسون
غوران ك. هانسون (بالسويدية: Göran K. Hansson)‏ هو طبيب سويدي، ولد في 1951.